# 우병택
우병택(禹炳澤, WOO,BYUNG-TECK, 1931년 11월 4일 ~ 2015년 5월 20일)는 경북 경주시 출신으로 전 부산광역시의회 의장이었으며 대한올림픽위원회(KOC) 위원이었다.

## 학력
- 경주고등학교
- 동아대학교 정치경제학 학사 졸업(1956년)

## 경력
- 1960 -  [前] 부산시의회 의원
- 1978 -  [前] 남도개발 대표이사
- 1979 -  [前] 동아대총동창회 부의장
- 1979 -  [前] 부산상의 감사
- 1982 -  [前] 부산상의 부회장
- 1984 -  [前] 국제라이온스협회 부산지구 총재
- 1985 -  [前] 국제라이온스협회 한국총재협의회 부회장
- 1989 -  [前] 민정당 부산중구지구당 위원장
- 1990 -  [前] 남도개발 회장
- 1990 -  [前] 민자당 부산중구지구당 고문
- 1991 - 1995 [前] 부산시의회 의원
- 1991 - 1995 [前] 부산시의회 의장
- 1993.08 -  [前] 전국시도의회의장협의회 부회장
- 1993 -  [前] 2002년 아시아경기대회 부산유치 범시민추진위원회 회장
- 동아대 총동창회 회장
- 1995.09 부산아시아경기대회조직위원회 부위원장
- 대한올림픽위원회(KOC) 위원
- 부산아시아경기대회조직위원회 집행위원장

## 상훈
- 자랑스러운 부산시민상 대상, 2007
- 제1회 동명(東明)대상(일반부문),2009

## 저서
- 우병택, <시정의 메아리>

## 역대 선거 결과
|  | 38.88% |

|  | 65.8% |